# Jean-Baptiste Alamanni
Pour les articles homonymes, voir Alamanni.
Jean-Baptiste Alamanni (italien Giovanni Battista Alamanni), né à Florence et mort le 13 août 1582, est un évêque italo-français du XVIe siècle. 

## Biographie
C'est le fils du célèbre poète florentin Luigi Alamanni.
Giovanni Battista Alamanni devient aumônier de la reine Catherine de Médicis et membre du conseil privé du roi. Puis il devient abbé de Belleville en 1545, évêque de Bazas en 1555 et de Mâcon en 1558 pour se rapprocher de la capitale. Pendant son épiscopat, les chanoines réguliers de Saint-Pierre de Mâcon se sécularisent. Il se démet de son évêché en faveur de son parent Luc Alamanni.